# Бачвансько-русинська мова
Див. також статті Бачванська говірка, Русинська мова.
Бачвансько-русинська (бачвансько-сримська, паннонська) мова (самоназва — бачваньско-руска бешеда та бачваньски руски яазик / язик, іноді науковцями кваліфікується як бачвансько-сримський варіант української літературної мови) — літературна мова 25 тисяч воєводинських руснаків, нащадків українських емігрантів з історичного Закарпаття , що мешкають у Воєводині з XVIII–XIX ст. (у містах Новий Сад, Вербас та у селах Руський Крстур, Коцура, Петрівці, Беркасово, Миклошевці та ін.) (переселення здійснено з ініціативи імператриці Священної Римської імперії Марії-Терезії).

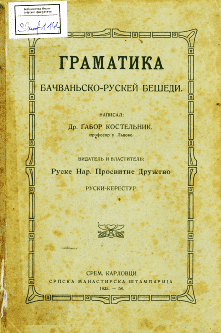
«Граматика бачваньско-рускей бешеди», Ґабор (Гавриїл) Костельник, 1923 р.

Бачвансько-русинська мова кодифікована на основі перехідних українсько-словацьких діалектів Південно-західної Лемківщини зі значними впливами сербської мови, а також угорської, польської та німецької мов. Мову відносять як до західнослов'янських, так і до східнослов'янських мов. Є однією з офіційних мов Воєводини. Нею ведуть програми телебачення та радіо, навчають у початкових школах, гімназії й на кафедрі русинської мови й літератури університету в Новому Саді.

## Історія

### До 1898 р.
Найсильніші міграції в Австро-Угорській імперії відбулися незабаром, відколи Османська імперія зазнала поразки у віденській битві 1663 року й уклала 1699 року Карловицький мир, згідно з яким ґабсбурзькій монархії передано землі Угорського королівства, зокрема Бачку, Бараню й частково Срем. Це зумовило потребу розвивати нові регіони, для чого згодом їх від поч. XVIII ст. почали заселяти німці, угорці, румуни, болгари, чехи, словаки, а пізніше й русини. Останні мігрували з кількох жуп (наприклад, Земплинської та Шариської) й лише в 1744–1751 дійшли до Керестура, далі в 1765–1768 роках — до Коцура. Саме з чого часу можна говорити про зародження майбутньої мікромови. 

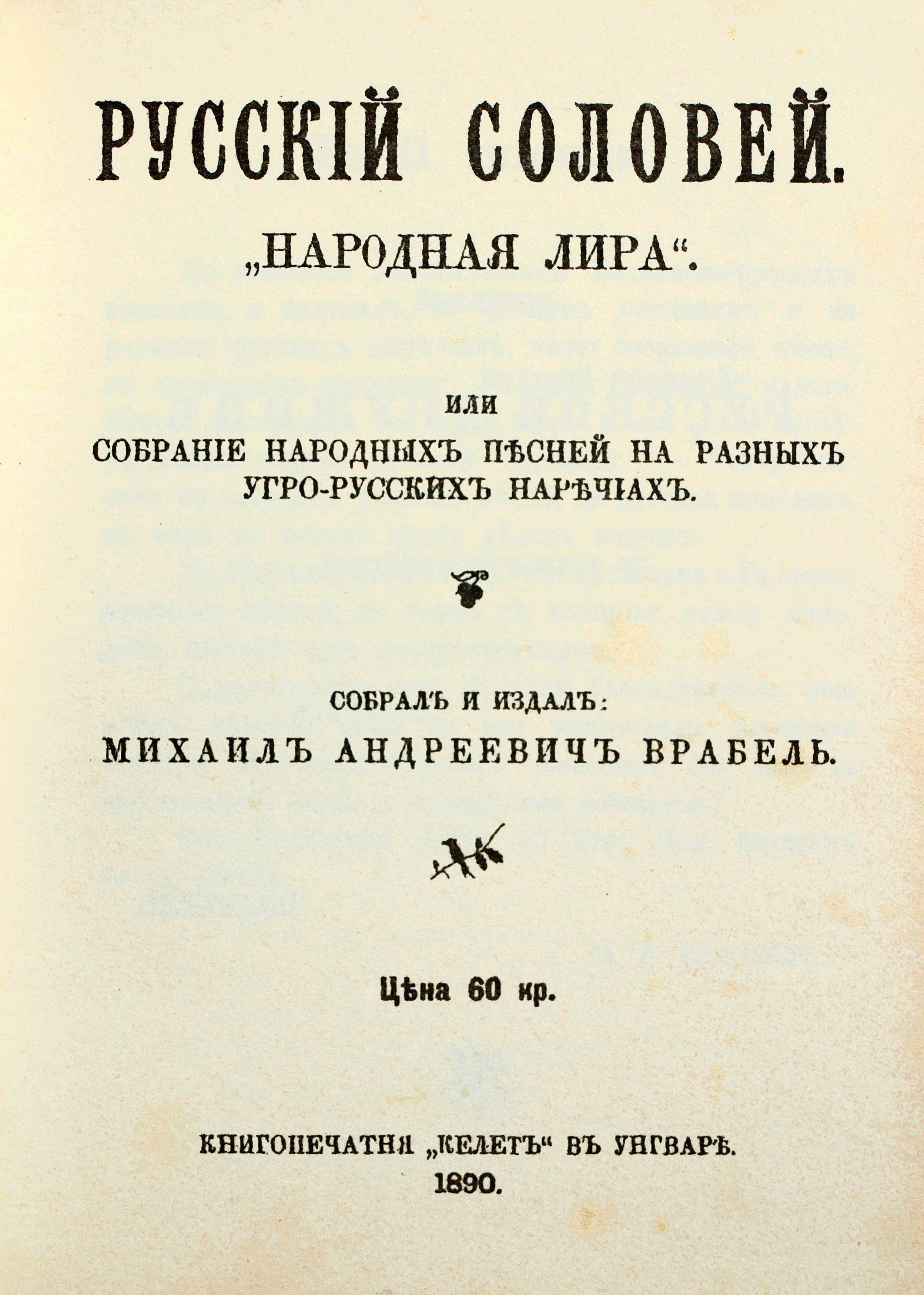
Збірка пісень «Руський соловей» (русн. «Русскій соловей») М.А. Врабеля 1890 року, де подано пісні різними русинськими говорами.

Уперше записи бачвансько-русинською подано в збірці «Руський Соловей» М. А  Врабеля, опублікованій 1890 року в Ужгороді (Унґварі). Проте автор перемішав книжні, нові й старі твори з народними, використав незручний правопис, тож оприлюднені пісні так і не стали відомі широкому загалу.

### Від 1898 р. і до 1923 р.
Справжнє відкриття бачвансько-русинської мови пов'язують із роботою В. Гнатюка «Руські оселі в Бачці», оприлюдненою в «Записках» НТШ 1898 року. У ній автор подає чимало текстів мови, яку вважає діалектом української, чим і породив дискусії про її статус. Пізніше В. Гнатюк прилюднює в Етноґрафічних збірниках (т. 9, 29 і 30) багатий мовний матеріал.
1904 року виходить друком перша книжка бачвансько-русинською мовою — поетична збірка «З мойого валала» («З мого села») Ґ. Костельника, котрий цим започаткував бачвансько-русинську літературу.
З 1920 року Руске Народне Просвитне Дружтво випускає щорічник «Руски календар», з 1924 року — «Руски новини», а з 1937 року — дитячий часопис «Наша заградка».

### З 1923 р.

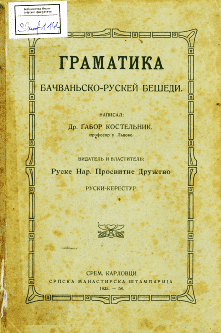
«Граматика бачваньско-рускей бешеди», Ґабор (Гавриїл) Костельник, 1923 р.

Третій етап становлення бачвансько-русинської мови пов'язано з виходом друком першої «Граматики бачваньско-рускей бешеди» Ґ. Костельника, яка встановила основні фонетичні, лексичні й граматичні норми й закріпила доволі сталу систему правопису. За словами автора, трималася праця на двох постулатах :
|  | Я мерковал главно на 1) то, же би зме ше, дзе не мушиме, нє оддальовали од українского; 2) же би правила писовнї були якнайпростейши. |

Одразу по цім почали друкувати перші підручники для шкіл, де почали викладати бачвансько-русинською мовою.
Однак і після кодифікації 1923 р. бачвансько-русинська мова декілька десятиліть до кін. 1950-х — поч. 1960-х років розвивалася спонтанно, перебуваючи в тісному зв'язку з сербською і українською мовою, яка поступово замінила як «культурну мову прабатьківщини» язичіє. Саме в 1 пол. XX в. бачвансько-русинська мова помітно збагатилася лексикою сербського, російського (з язичія) та українського походження. Якщо ж сербізми послідовники Ґ. Костельника таки усвідомлювали як чужорідні елементи, то запозичення з церковнослов'янської, язичія та української вважали й уважають «своїми, рідними словами».
Бачвансько-русинською з міжвоєнної доби виходить тижневик «Руске слово». Від 1952 року – культурно-мистецький квартальник «Шветлосц», далі дитячий місячник «Заградка», молодіжний місячник «Мак». 1949 року на «Радіо Новий Сад» засновано руську редакцію, а з 1975-го бачвансько-русинською виходять телепередачі. 1970 року в Руськім Керестурі засновано гімназію з викладанням цією мовою, роком пізніше вийшов друком перший «Правопис руского язика». З 1981 на філософському факультеті Новосадського університету почала функціонувати катедра руської мови та літератури, яку очолює професор, один із засновників і перший президент Воєводинської академії наук та мистецтв, академік НАН України Юліан Тамаш. З 1975 по 1987 виходив друком науковий часопис «Творчосц».
У Вуковарі 1968 року засновано культурно-просвітнє товариство «Союз русинів і українців Хорватії», який від 1972-го став видавати сучасною українською літературної мовою та бачвансько-русинською часопис «Нова думка». Нею перекладено Євангеліє та Псалтир, що їх користують у богослужбі в храмах Крижевацької єпархії (Хорватія, Боснія та Герцеговина, Словенія) та Керестурського екзархату для греко-католиків Сербії.

Безперечним досягненням є створення багатої художньої та наукової літератури – правопису, граматики, історії, історії літератури, шкільництва. Від 1965 року в Новім Саді й Белграді рідною мовою руснаків оприлюднено понад 200 підручників для середньої школи. Нині бачвансько-русинську мову викладають у гімназії імени Петра Кузмяка в с. Руський Керестур. Також виходить друком вісник «Studia Ruthenica».

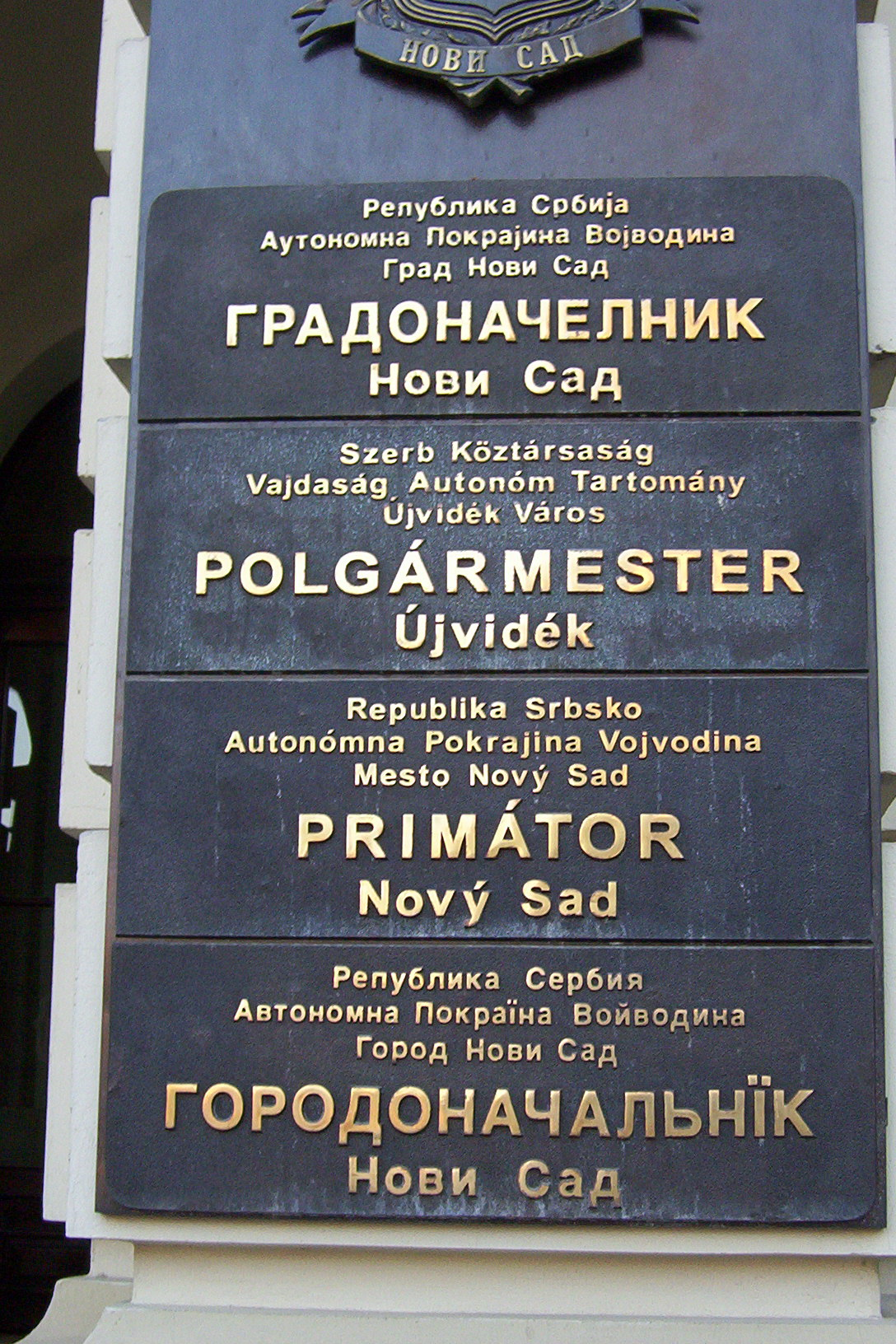
Офіс міського голови Нового Саду — напис сербською, угорською, словацькою мовами та бачвансько-русинською мовою.

З кінця 1980-х офіційно кодифікують бачвансько-русинську мову в Сербії Ю. Рамач, Г. Медьєши та М. Фейса, на території Угорщини — М. Капраль і В. Ґіріц.

## Проблема статусу
Проблема статусу бачвансько-русинської мови постала, щойно написані нею тексти стали відомі науковій спільноті. Дослідники, котрі колись писали на тему її ґенези, додержуються однієї з трьох засадничо різних позицій, визначаючи бачвансько-русинську як:
1. південно-західний український діалект;
2. виняткову західноукраїнсько-східнословацьку суміш, яка виникла або завдяки переміщенню українських (лемківських або карпаторусинських) південно-західних діалектів у напрямку західнослов'янських мов (східнослов'янського діалекту), або є така внаслідок початкової різнорідности словацьких та українських (русинських) говорів;
3. ідіом східнословацького шарисько-земплинського штибу.

### Українофільська теорія
Українську версію походження бачвансько-русинської вперше озвучив В. Гнатюк. Його погляд підтримав і кодифікатор та автор першої бачвансько-русинської граматики Ґ. Костельник, який говорив про рідну мову як про сильно пословачений і ополячений український діалект. Окрім граматики, мовні питання він порушує й в інших працях, у яких доводить, що бачванські говірки є діалектом української мови, що зазнав упливів з боку польської та словацької. У статтях «Яка наша народна назва?», «Чом сом постал Українєц?» докладно, широко залучивши мовознавчі, історичні, етнописні, фольклористичні факти, він обґрунтовує належність бачванців до українського етносу.
Найвидніший південнорусинський мовознавець М. М. Кочиш також уважав свою мову одним із південно-західних українських діалектів, який надалі має бути наближений до літературної української. Цю лінію підтримував і авторитетний совітський славіст М. І. Толстой, вельми гнучко визначивши ґенетичну природу мови: «східнослов'янська, русинська, що перебуває в південнослов'янському мовному оточенні і що виникла з огляду на західний карпатсько-український діалект, близький східнословацьким говіркам».
|          | Етнічна належність | Статус мови | Мовна належність |
| -------- | ------------------ | ----------- | ---------------- |
| Українці | Українці           | Українська  | Українська       |
| Русини   | Українці           | Руснацька   | Українська       |
| Словаки  | Словаки            | Словацька   | Словацька        |

#### Перехідна теорія
В останні десятиліття XX в. думка про українське (лемківське або карпаторусинське) походження бачвансько-русинської, імовірно, за неможливістю й надалі заперечувати її східнословацьку складову розвивалася вже у світлі теорії мовної трансформації.
Й. О. Дзендзелівський, порівнюючи «діалектну структуру» лемківських говірок Словаччини й південнорусинського ідіома, виділяє три типи явищ «за ступенем трансформації зі східнослов'янського в західнослов'янський мовний тип»:
1. збережені спонтанні лемківські елементи;
2. трансформовані (або замінені) традиційні лемківські структури під сербсько-хорватським або словацьким упливом;
3. утрачені традиційні лемківські явища.

Й. О. Дзендзелівський уперше спробував залучити до аналізу карпаторусинські говірки Східної Словаччини.
В. М. Мельник, досліджуючи етноґенезу бачванських русин, виснує, що їхніми «мовними предками» є «пословачені русини» й «русинсько-українські групи лемків, бойків, лишаків і гуцулів», котрі постійно поєднувалися з пословаченими русинами та уподібнювалися до останніх і «в старому краю», і на новій батьківщині в Бачці й Сримі. Він стверджує, що «пословачена говірка не заважає югославським русинам почуватися частиною єдиного українського народу» і «ця етнічна група не може мати іншого визначення, окрім як українська, тож її слід уважати такою».
Різнорідний напрямок концепції останнім часом, мабуть, найпопулярніший. Його прихильники є такі визнані фахівці-русиністи як Ю. Рамач, О.Д. Дуліченко, М. Пешикан, X. Бірнбаум, Є. Барич, М. Фейса, М. Ґарасовська. Основні його моменти сформулював Г. Медеші:
1. бачвансько-русинська мова творилася в карпатському мовному ареалі, де сходяться східнослов'янські й західнослов'янські ізоглоси, тому в мові є ті й ті елементи;
2. бачвансько-русинську мову слід вивчати як сформовану систему, тобто як окрему слов'янську мову, що містить риси, спільні з мовами та говорами карпатського ареалу;
3. не слід уважати, що якісь форми взято з польської, якісь зі словацької, якісь з української, оскільки ці риси однаково притаманні їм і бачвансько-русинській;
4. не слід тенденційно заявляти, що бачвансько-русинська мова переважно східнослов'янська або, навпаки, західнослов'янська, оскільки вона однаково належить і до тих, і до тих.

### Словакофільська теорія
Словацька (східнословацька) версія як реакція на версію В. М. Гнатюка з боку відомих мовознавців того часу. Перший на роботу українського дослідника відгукнувся чеський фахівець зі словацьких діалектів Ф. Пастрнек, який виділив низку фонологійних і морфологійних критеріїв, на підставі яких він вирішив, що природа цих «руських говірок» є «угрословацька». Трохи пізніше він уточнив, висловивши думку, що «наріччя керестурсько-куцурське» є «живим прикладом пословаченого 150 років тому наріччя руснацького». Найбільший російський діалектолог та історик мови О. І. Соболевський у рецензії на працю В. М. Гнатюка написав, що «ці русини суть чисті словаки, самі про себе кажуть, що вони русини лише тому, що уніяти». О. Брок, автор кількох публікацій по східнословацьких і карпаторусинських діалектах, визначив бачвансько-русинську як «сотацьку східнословацьку говірку», дуже близьку говіркам низки земплинських сіл. Словацький діалектолог С. Цамбел, розбираючи записи В.М. Гнатюка, також дійшов висновку, що існує «повна тотожність у фонетичному, лінгвістичному й лексичному смислі із сьогоднішнім земплинським діалектом».
1966 р. вийшла стаття американського науковця Ч. Е. Бідвелла, котрий на фонологійному й морфологійному матеріалі доводив належність бачвансько-русинської до східнословацького діалекту: «Наш ідіом, імовірно, не має якихось „українських“ рис, які однаково не представлені в східному східнословацьких діалектах». Розв'язок питання на користь західнослов'янської (східнословацької) належності мови бачвансько-сримських русин американський дослідник пропонує «більше не обговорювати» через його очевидність. Відома стаття С. Ґуставсона на ділі повторяє всі основні моменти праці Ч.Е. Бідвелла.
Серед сучасних славістів східнословацької версії додержується С. С. Скорвід, який у короткому критичному нарисі на статтю О. Д. Дуліченка подав деякі положення концепції, розглянувши як східнословацькі не лише однозначно марковані бачвансько-русинські елементи, а й ті явища, які зазвичай відносили до «українізмів», а також намітив перспективу надалі розвивати дослідження. Відповідно до С. С. Скорвіда, важливо не тільки точно встановити східнословацький характер бачвансько-русинського ідіома, а й виявити, які саме східнословацькі говірки Шаришу й Земплину творили переселенську говірку, яка з часом розвинулася в бачвансько-русинську мову. Цієї ж думки додержується і В. В. Чарський, для якого «східнословацька» теорія є на ділі найдоведеніша, бо автори намагаються користувати матеріал східнословацьких говірок, і, як правило, чітко розмежовують етнічне й мовне, а з багатьма їхніми висновками важко не погодитися.
|          | Етнічна належність | Статус мови | Мовна належність     |
| -------- | ------------------ | ----------- | -------------------- |
| Українці | Українці           | Українська  | Українська           |
| Русини   | Українці/словаки   | Руснацька   | Українська/словацька |
| Словаки  | Словаки            | Словацька   | Словацька            |

### Русинофільська теорія
Русинофіли стверджують, що бачвансько-русинська, як і карпатсько-русинська й лемківська, є окремою відмінною від сусідніх мовою. 
|          | Етнічна належність | Статус мови | Мовна належність |
| -------- | ------------------ | ----------- | ---------------- |
| Українці | Українці           | Українська  | Українська       |
| Русини   | Руснаки            | Руснацька   | Руснацька        |
| Словаки  | Словаки            | Словацька   | Словацька        |

### Москвофільська теорія
Москвофіли, заперечуючи самостійний статус української мови, так само розглядають і бачвансько-русинську як (угроруський) діалект російської мови.
|          | Етнічна належність | Статус мови | Мовна належність |
| -------- | ------------------ | ----------- | ---------------- |
| Українці | Росіяни (руси)     | Російська   | Російська        |
| Русини   | Росіяни (руси)     | Російська   | Російська        |
| Словаки  | Словаки            | Словацька   | Словацька        |

### Мова/мікромова
Бачвансько-русинська спершу належала до слов'янських мікромов. Вона була першою, яка стала предметом дослідження Тартуської школи слов'янської мікролінгвістики, чий представник О.Д. Дуліченко й запровадив відповідне поняття. Згідно зі С. Ґуставсоном, бачвансько-русинська — єдина з-поміж решти малих мов, яку носії вживають в усіх функціональних царинах (література, наука, радіо, церква тощо), тож вона найбільше наближена до «великих» слов'янських мов.

## Фонетика
Усього бачвансько-русинська мова має 35 фонем (6 голосних і 29 приголосних).

### Голосні звуки
Бачвансько-русинська мова містить 5 голосних звуків: [i] — и, [е] — e, [а] — a, [ɔ] — o, [u] — y.
|                     | Переднього ряду | Середнього ряду | Заднього ряду |
| ------------------- | --------------- | --------------- | ------------- |
| Високого підняття   | /i/ (и, ї)      |                 | /u/ (у, ю)    |
| Середнього підняття | /е/ (е, є)      |                 | /ɔ/ (о)       |
| Низького підняття   |                 | /а/ (а я)       |               |

У бачвансько-русинській відсутні довгі або короткі голосні, як у сербській мові. Так само не існують дифтонги, хоча їх можуть убачати в сполуках «V + ў» і «V + i̯»: праўда, криўда, биўни, роўни, даўни, аўто, Паўло, Паўлина, валоў, канчоў; буi̯ни, руi̯новац, воi̯на, доi̯ка, чаi̯ка, геi̯, гаi̯ тощо.

### Приголосні звуки
Бачвансько-русинська мова містить 29 приголосних, із них:
- 4 звуки, що мають пару за твердістю-м'якістю: /л/ ― /л’/, /н/ ― /н’/, /д/ ― /д’/, /т/ ― /т’/ (/й/ завжди м'який);
- 8 звуків, що мають пару за дзвінкістю-глухістю: /б/ ― /п/, /в/ ― /ф/, /ґ/ ― /к/, /д/ ― /т/ (/д’/ ― /т’/), /ж/ ― /ш/, /з/ ― /с/, /дз/ ― /ц/, /дж/ ― /ч/ (/г/ ― /х/ пари не являють, бо мають різне місце творення);
- 5 сонорних звуків: /м/, /н/, /л/, /р/, /ў/, інколи /г/.

|              |              | Губні                  | Губні            | Передньоязикові   | Передньоязикові    | Передньоязикові   | Середньоязикові | Середньоязикові | Гортанний |
| Губно- губні | Губно- зубні | Зубні апіко-ламінальні | Зубні ламінальні | Піднебінно-ясенні | Твердо- піднебінні | М'яко- піднебінні |                 |                 | Гортанний |
| Губно- губні | Губно- зубні | тверді                 | тверді           | Піднебінно-ясенні | м'які              | М'яко- піднебінні |                 |                 | Гортанний |
| ------------ | ------------ | ---------------------- | ---------------- | ----------------- | ------------------ | ----------------- | --------------- | --------------- | --------- |
| Носові       | Сонорні      | /m/ (м)                |                  | /n/ (н)           |                    |                   | /nʲ/ (н')       | /ŋ/ (н)         |           |
| Проривні     | Дзвінкі      | /b/ (б)                |                  | /d/ (д)           | /d͡z/ (д͡з)          | /d͡ʒ/ (д͡ж)         | /dʲ/ (д')       | /ɡ/ (ґ)         |           |
| Проривні     | Глухі        | /p/ (п)                |                  | /t/ (т)           | /t͡s/ (ц)           | /t͡ʃ/ (ч)          | /tʲ/ (т')       | /k/ (к)         |           |
| Фрикативні   | Сонорні      | /w/ (ў)                |                  |                   |                    |                   | /j/ (й)         |                 | /ɦ/ (г)   |
| Фрикативні   | Дзвінкі      |                        | /v/ (в)          |                   | /z/ (з)            | /ʒ/ (ж)           |                 |                 | /ɦ/ (г)   |
| Фрикативні   | Глухі        |                        | /f/ (ф)          |                   | /s/ (с)            | /ʃ/ (ш)           |                 | /x/ (х)         |           |
| Бокові       | Сонорні      |                        |                  | /l/ (л)           |                    |                   | /lʲ/ (л')       |                 |           |
| Дрижачі      | Сонорні      |                        |                  |                   |                    | /r/ (р)           |                 |                 |           |

### Ортоепія
- /в/, /ў/:

Графема в може передавати і приголосний /в/ (/ф/), і сонант /ў/, оскільки бачвансько-русинська мова має ознаки їх обох. З одного боку, приголосні перед в не одзвінчуються, як перед рештою дзвінких приголосних (швет, церква, твой, а не жвет, церґва, двой тощо), з іншого, він може в деяких позиціях оглушуватися до /ф/, пор. фчера, фше, фчас, фшадзи, фшелїяк (на письмі вчера, вше, вчас, вшадзи, вшелїяк). Навпаки, проти приголосних і сонантів він перетворюється у /ў/: лаўка, глаўка, жоўти, ноўши (на письмі лавка, главка, жовти, новши).
- /й/, /i̯/:

Сонант /й/ виступає як твердопіднебінний апроксимант [j] перед голосним: йеден, йесц, фамелийа (на письмі єден, єсц, фамелия), твойого, натомість перед приголосним і наприкінці слова ― як i̯ нескладове: краi̯, даі̯, знаі̯це (на письмі край, дай, знайце), а в міжвокальній позиції перед /і/ ― зникає: загоіц ше, моіма (на письмі загоїц ше, моїма).
- /д’/, /т’/:

М. Кочиш, як і Ґ. Костельник, указує, що приголосні /д’/, /т’/ у бачвансько-русинській дуже рідкі. Їх здебільшого знаходимо в деяких винятках (дїдо, звитяжиц) і запозиченнях (дєп, мадяр, потька, фатьол ― мадяризми; ладя, дюрдїца, мутяк ― сербизми; господь, тїло, дябол ― церковнослов'янізми; дїло, дїя ― українізми), оскільки давніші /д’/ і /т’/ закономірно розвинулися в /дз/ і /ц/.
- /ф/, /ґ/:

Звук /ф/, невластивий праслов'янській системі, маємо лише в запозичених (фабрика, фаза) і рідких звуконаслідувальних словах (фацнуц, форкац, фи). Схожа ситуація й з праслов'янським /ґ/, що перейшов у /г/, тож /ґ/ спостерігаємо зазвичай у запозичених (ґаґор, ґаз, ґазда, ґалєр, ґереґа ― мадяризми; ґлейта, ґнот ― германізми; ґума, ґлумец, ґадни, зґажиц ― сербизми) і звуконаслідувальних словах (ґаґац, ґеґнуц, ґольтац, ґравчац).
- /б/, /п/, /д/, /т/:

Губно-губні /б/ і /п/ в позиції перед носовим /м/ і передньоязикові /д/ і /т/ перед носовими /н/ і /н’/ вимовляють із фаукальним вибухом: робме, топме, зуб ме болї, дно, платно, утнуц тощо. Приголосні /д/ і /т/ міняють вимову і перед /л/: садло, шидло, метла, тлусти тощо.
- /н/, /ŋ/:

Носовий /н/ перед задньоязиковими /ґ/, /к/ стає задньопіднебінним /ŋ/: драбиŋка, древяŋка, овшаŋка (на письмі драбинка, древянка, овшанка).

#### Іншомовний уплив
- Горловий /г/ під упливом сербської втрачає дзвінкість: замість гвозд вимовляють хвозд (хвост), гвариц ― хвариц.
- Зубний /д’/ під упливом срб. /ђ/ вимовляють із призвуком /з’/, а зубний /т’/ під упливом срб. /ћ/ ― із призвуком /с’/.

## Графіка
Для запису бачвансько-русинською мовою користують кирилицю (32 букви), що зумовили головно дві причини:
1. перші тексти («Руський Соловей», «Руські оселі в Бачці», «З мойого валала» тощо), а також першу граматику передано саме кирилицею, і самі дослідники-відкривачі були здебільшого вихідці з України або належали до українського культурного простору;
2. попервах переважала українофільська теорія походження бачвансько-русинської мови, а сама українська мала й досі має чималий уплив як мова прабатьківщини, до якої потрібно наближати літературну бачвансько-русинську.

| А а | Б б | В в | Г г | Ґ ґ | Д д | Е е | Є є | Ж ж |
| З з | И и | Ї ї | Й й | К к | Л л | М м | Н н | О о |
| П п | Р р | С с | Т т | У у | Ф ф | Х х | Ц ц | Ч ч |
| Ш ш | Щ щ | Ю ю | Я я | ь   |     |     |     |     |

Відповідно до правопису п'ять букв — є, ї, ю, я і щ ― передають два звуки /йе/, /йи/, /йу/, /йа/ і /шч/ відповідно, при чім буква щ завжди передає два звуки /шч/, а є, ї, ю, я можуть пом'якшувати попередній приголосний /CʲV/: лєто /′lʲetɔ/, началнїк /na′t͡ʃalʲnʲik/, дюрдїца /dʲur′dʲit͡sa/, дотля /′dɔtʲlʲa/. Також існують диграфи дж і дз, які передають /d͡ʒ/ і /d͡z/ відповідно.
Українська, отже, не єдина слов'янська мова, яка користується буквами ґ, є та ї.
Також використовується апостроф, хоча правила вживання трохи відмінні від прийнятих в Україні. Перед йотованими ставлять його лише після чотирьох твердих приголосних ("д", "т", "н", "л"). Крім того, апостроф передбачений після "д" перед "з" і "ж", щоби вказати на роздільну вимову "д'з" і "д'ж" та відрізнити від диграфів "дз" і "дж"

## Правопис

### Граматика Г. Костельника

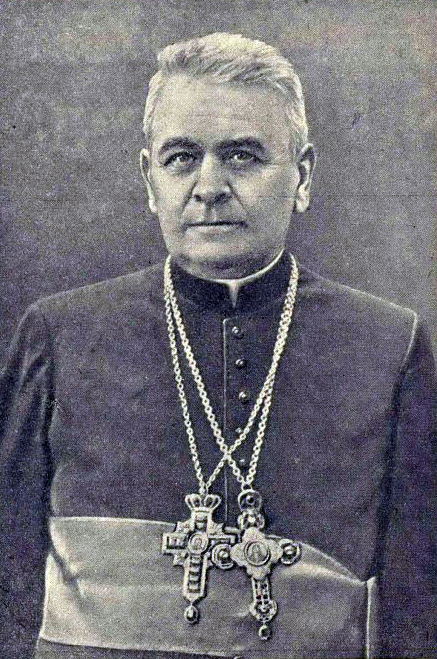
Г.Ф. Костельник, автор першої граматики руснацької мови.

Ю. Рамач відмічає, що до 1923 року руснаки вживали церковнослов'янське писмо (часто спрощене), у побуті – і мадярське, і сербське. Основоположником же руснацької літературної мови науковець слушно зазначає Г. Костельника, котрий 1923 року видав першу «Граматику бачваньско-рускей бешеди». У ній уперше розглянуто питання морфології, синтаксису, графіки, ортографії, фонетики, словотвору й лексикології руснацької літературної мови. Уже в передмові автор зазначає, що вона передає говір, досить віддалений від книжної мови, і спрямована допомогти краще зрозуміти, звідки походить бачвансько-руська, які її особливості.
Граматика складається з передмови, шести частин і додатка.
У передмові Костельник, як прихильник української теорії походження, наголошує на тім, що бачвансько-руська бесіда – це діалект книжної української мови, хоч і доволі віддалений від неї.
Перший розділ Граматики присвячено фонетичним аспектам, у яких порушено питання правопису й вимови букв і звуків, подано м’якість звуків, спрощення (випадання), складоподіл і наголос. Костельник звертає увагу, що бачванські русини є українці й користуються кириличною азбукою, адже «тоту азбуку хасновали ше нашо дїдове, з тоту азбуку написани шицки нашо кнїжки як церковни, так шветски». Автор завважує спільні риси української літературної мови та бачвансько-сримської:
1. Букви я, ю, є, ї підтверджують варіантність і спільність бачвансько-русинської з українською. Костельник зазначає, що серби ці букви вживають із латинським йотом (я – ja, є – je, ї – ji, ю – jy). Оскільки бачвано-сримська бесіда спирається на кирилицю, буква j в ній неможлива.
2. Знак м’якшення -ь, за словами Г. Костельника, теж можна було б поміняти на йот і «писац так (як Горвати): дь = дj, ль = лj, нь = нj, ть = тj (Господь = Господj, краль = кралj, конь = конj, патьце = патjце). Автор указує, що така заміна не може бути, адже це б унеможливило читати книги, написані літературною русько-українською мовою.
3. Граматика засвідучує також такі фонематичні особливості, як ужиток букви ґ у словах іншомовного походження: ґуля, ґереґа, фиронґа, фалинґа.

Другу частину Граматики присвячено творенню слів і їхньому значенню, а також указано на запозичення, як один зі способів творити слова. На ділі – це розділ, присвячений лексикології та словотвору руської мови. Г. Костельник завважує, кожна мова має запозичені слова особливо, якщо в одній країні проживають народи, котрі спілкуються різними мовами. Але, за словами автора, якщо в мові є питоме слово, не слід запозичати, а варто вживати його. Запозичення ж, на думку автора першої Граматики, потрібні тільки в разі відсутности слова для якогось поняття чи предмета.
Третю частину присвячено відмінюванню слів – морфології. Четверту – прислівникові, прийменникові, сполучникам, частці й вигукам. П'яту – синтаксису. Шосту – граматичним особливостям творення й написання слів.
А. Р. Фурман підкреслює, що Г. Костельник був новаторому в описі термінологі бачвансько-сримської бесіди. Автор навів близько 380 понять мови, а його праця по суті є перша спроба скодифікувати бачвансько-руську мову. На думку Юрси Л. В., прихильниці української теорії походження бачвансько-русинської мови, своєю Граматикою Г. Костельник довів, що ця бесіда – це один із варіантів української літературної мови, який через геополітичні особливостей піддано під східнословацький уплив, і що це рідна говірка етнічних українців західноукраїнських земель.

### Правопис М. Кочиша
Роботу з нормування й розвитку руснацької літературної мови слідом за Г. Костельником продовжили Г. Надь і М.М. Кочиш. Останній написав понад 20 статей на тему проблем кодифікації, а з 1965 по 1968 рік з'явилися три його граматики під загальною назвою «Мацерински язик».
1966 року рада «Руського слова» створила правописну комісію на чолі з М.М. Кочишем, унаслідок чиєї роботи 1971 року вийшов друком «Правопис руского язика» ― перший правопис за всю двістілітню історію бачванських руснаків. Він складається з «Уводного слова» (ст. 3-4) і двох основних частин: перша охоплює власне правописні питання (ст. 5-51) й пунктуацію (ст. 51-77), а друга (ст. 79-156) становить «Правописни словнїк» на 6000 слів. Призначено передусім для учнів старших класів основних шкіл.
Югославська критика схвально зустріла появу цих перших літературних норм. М. Скубан у своїй рецензії вказує, що «з тим правописом наша [бачвансько-русинська] мова постала розвиненішою, окремішною, урядовою. Вона перестала бути наріччям. Правопис підтверджує, що наша бесіда ― то мова зі своїми нормами й літературою, яка існує вже сьомий десяток».
Засаду, на яку спирається правопис, М. М. Кочиш називає морфологійною. Хоча, на думку П.П. Чучки, це фонетична українська желехівка, яку прийняв був іще Г. Костельник. Зміни в бік морфологійности незначні та охоплюють лише частину випадків на стиках морфем. Наприклад, правопис Кочиша унормовує писати похідні основи поморфемно, зокрема дзвінкі й глухі приголосні в них, пор.: бабка, кнїжка, будзце, ридши, пражски, обсадзиц, розсипац тощо. Проте й цього правила не видержано, пор. три позиційні варіанти приростка з- / зо- / с-: здїйснїц, зжовкнуц, зобрац, стримац, схибиц. Ще більший ухил від морфемности до фонетичности маємо в словах свадзба (˂ *сватьба), женїдба (˂ *женїтьба), яґод (˂ як-от), зме (˂ сме), еґзекуция, еґзема, еґземпляр, еґзотика.
Морфологійну засаду на користь фонетичної порушено в прислівниках отадз, оталь, отамадз, отамаль (˂ отт-), у зменшувальних іменниках рощок (˂ рог-), стощок (˂ стог-), батощок (˂ батог-), ретящок (˂ ретяз-), коще (˂ коз-), їще (˂ їж- «їжак»), у прикметниках люцки, швецки поряд із людски, шветски. Спрощено й -нн- до -н- у словах штибу беззмени «беззмінний», невино «невинно», законосц «законність», але законни «законний». У правописі одночасно існують кавказки, французки, чески, монаски поряд із неприродніми морфологійними запорожски, волжски, мужски, товаришски, убожство. Те саме стосується й оца, оцови, оцовски (˂ оцц- ˂ отц-) проти висши, нїзши, красше, узши.
Правопис Кочиша інколи перетинається зі скрипниківкою (аритметични, лайпциґски, Александер, метер, министер, матриярхат, радиятор, триюмф), розрізняє ґ і г (гиґиєна, имиґрант, рентґен), узаконює відмінювати іменники на зразок радио, такси, Токио, фияско (род.в. радия, таксия, Токия, фияска). Водночас він не пом'якшує середньоєвропейського л (валута, леґални, плус, револвер, тунел), розділяє у та и відповідно до ü (авантуриста, биро, резиме, увертура), наслідує сербські правила писати велику букву (Поляк, Українєц).
М.М. Кочиш допускає ортографійну варіативність там, де фонетичні або морфологійні норми ще не усталилися. Інколи це видається зайвим, зокрема в разі одночасно правильних виснїк і вистнїк, Ганьча й Ганча, каубой і ковбой, сучаснїк і сучашнїк, радянски й паньски, менши й туньши. П.П. Чучка вважає також незрозумілою причину писати по болгарски, до єдна «докупи», же би «щоб» окремо, бачити в словах когошик, чогошик родовий відмінок від хтошка, цошка, відмінювати, наприклад, Владо Малацко Груби як Владо Малацко Грубого, а не Влада Малацка Грубого. Утім, він сумує, що таких неточностей небагато.
Слід відмітити, що в правописі 1971 року М. М. Кочиш осучаснює (запозичує з романських мов або з української) те, що заклав був Г.Ф. Костельник у 20-ті роки, варто лише порівняти Костельникові самогласни і нєсамогласни звук, наросток, приставка, пняк, придавнїк, часовнїк, неозначенїк, питайнїк, прецинок, штреднїк, прерва й Кочишеві відповідники вокал, консонант, суфикс, префикс, основа, прикметнїк, дїєслово, инфинитив, знак питаня, запята, точка з запяту, смуга.
Як і у виданих раніше працях, М. М. Кочиш наближає правила бачвансько-русинської до норм української літературної мови.
Уже по смерті науковця 1974 року видруковано його «Ґраматику руского язика I: Фонетика, морфолоґия, лексика». Ця праця, хоч і незавершена теж справила чималий уплив на розвиток сучасної руснацької літературної мови. Окрім неї та правопису, М. Кочиш оприлюднив перший «Приручни терминолоґийни словнїк сербскогрватско-руско-українски» 1972 року («Зручний термінологійний словник сербохорватсько-руснацько-український»).

### Роботи Ю.Рамача
1975 року з'являються перші роботи Ю. Рамача, котрий натепер має близько 100 праць із лінгвістики, із яких близько 15 — книжки. Серед найважливіших М. Фейса виділяє «Лексику руского язика»(1983), «Фразеолоґийни словнїк: сербскогорватско-руски» (1987), «Словнїк лексики Гавриїла Костельника» (1991), «Практичну стилистику» (1996), «Применовнїцки конструкциї у руским литературним язику» (1998).
На час Рамачевої діяльности Кочишева граматика вже не задовільняла всіх потреб, тож слід було написати нову — повну та єдину. Рамачева «Ґраматика руского язика за І, ІІ, III и IV класу ґимназиї» вийшла друком 2002 року. Вона складається з шести частин: фонетики (ст. 9-27), морфології (ст. 29-157), синтаксису (ст. 159-396), лексикології (ст. 397-500), історичної граматики (ст. 501-525) й частини про народну й літературну мову руснаків (ст. 526-587). Ю. Рамач перший, хто докладно розробив і описав синтаксис і лексикологію, ба навіть історичну граматику й стилістику. М. Фейса відзначає його найбільшою заслугою те, що він доробив усе з того, що його попередники розпочинали були, і все впорядкував.
З іншого боку, уже минало майже 40 років, відколи видруковано перший і єдиний правопис, тож виникала потреба його виправити, якщо не створити новий. Як зазначає М. Фейса, такі спроби ми знаходимо в Ю. Рамача, котрий, видаючи «Руско-сербски словнїк» 2010 року, вніс власні поправки до норм чинного правопису М. Кочиша. Те саме спостерігаємо й в інших його працях, що вкупі відбиває розвиток правописної норми руснацької мови наприкінці останнього десятиліття XX ст. й на початку 1 десятиліття XXI ст.

### Правопис М. Фейси
Перша група проблем, які нагромаджувалися, виникала через узаємозв'язок морфологійної та фонологійної засади, тобто панування впливу етимології чи ортоепії на ортографію. Наприклад, правильно було писати розсипац, а не росипац, але водночас ткацки і ткацтво, а не ткачски і ткачство.
Друга група проблем виникала через штучне оформлення бачвансько-русинської мови. Наприклад, у М. Кочиша знаходимо велику кількість ортографійних (лексичних) рішень, яких носії мови не сприйняли, а отже, відкинули. Намагаючись поставити бачвансько-русинську мову на нижчий рівень від української, науковець відводив їй роль діалекту, що мав би увібрати в себе з літературної української мови правила. Спірні моменти автор розв'язував, копіюючи, тобто коли М. Кочиш не знав, як щось написати, то відкривав ортографійний словник української мови, запам’ятовував і переносив їх на основу бачвансько-русинської.
Третя група проблем стосувалася варіантів лексем, у яких загалом немає істотних смислових відмінностей. Така відсутність притаманна насамперед іншомовним словам, наприклад, анґлийски або английски, ґранит або гранїт, ґрам або грам, мозаик або мозаїк, наивни або наївни, космонаут або космонавт, каузални або кавзални, пиджама або пижама, Русия або Росия, у яких різне написання не означає різного смислу.
Проблеми накопичувалися й в пунктуації, граматичних категоріях тощо. Усе це унагальнювало розробити новий правопис. Прагнучи подолати неузгодженості й неясності в словниках і правописі, а також унормувати відхили від Кочишевих норм, що вкоренилися в практиці, М. Фейса розпочав створювати новий правопис літературної бачвансько-русинської мови. На першому етапі – «Правописни словнїк руского язика» (2017), де на рівні лексики розв'язано правописні проблеми, а на другім — «Правопис руского язика» (2019), де сформульовано відповідні правила. Пізніше сам автор зазначив, що й вони розв'язали не всі завдання. Із цієї причини М. Фейса й Г. Медеші почали розробляти «надбудову» до наявних робіт, і вже у квітні 2022 представили новий правопис. Науковці розповіли, що за головну мету поставлено розв'язати дилеми й суперечності, які нагромаджували за останні 50 років ― від появи правопису М.М. Кочиша.

## Характерні риси
Характерними рисами мови є:
- перехід праслов'янських *or, *ol, *er, *el (метатеза плавних) у ра, ла, ре, лє (бразда «борозна», глава «голова», брег «берег, горбок», влєчиц ше «волочитися»), ро, ло (крочай «крок», млода «наречена»), оро, оло, ере (зноровиц ше «зноровитися» — про коня, черева «кишки»).
- перехід звукосполук *dj, *tj, *kt’ (йотація) у дз, ц (єдзенє «їжа, страва», помоц «допомога») або у дж/ж, ч (меджа «межа», мачоха, унучка).
- перехід *r в ар (барз «дуже»), ор (горди «гордий»), ер (змерка ше «смеркається»).
- перехід праслов'янського *l в ов/ол (вовк, жовти, колбаса) та лу, ло (слунко «сонце», длобац «довбати»).
- перехід *ъ в е (деска «дошка»), и (дижд «дощ»), о (молга «імла»);
- перехід *rъ, *rь, *lъ, *lь в ир/ер, ри/ре, лу, ли/лї (кертица, кирвавиц, кресцини, хрибет, яблуко, блиха, глїбоки).
- фіксований наголос на передостанньому складі.
- іменники чоловічого роду у давальному відмінку множини мають закінчення -ом (слугом, хлопом), дієслова у 1-й особі однини теперішнього часу приймають закінчення -м (знам, робим).

## Приклад мови
|  | Текст бачвансько-русинською мовою Войводина то автономна покраїна гражданкох и гражданох тори у нєй жию, у составе Републики Сербиї. Войводина то реґия у хторей ше традиционално пестує вецейкултуралносц, вецейконфесионалносц и други европски принципи и вредносци. Войводина нєрозлучна часц Републики Сербиї. Переклад українською літературною мовою Воєводина — автономна область, що об'єднує громадян — чоловіків та жінок, які в ній живуть, у складі Республіки Сербія. Регіон Воєводина традиційно забезпечує співіснування на своїй території багатьох культур та конфесій, інші європейські принципи та цінності. Воєводина є невід'ємною частиною Республіки Сербія. |

Переклад віршу «Мені однаково» Т. Шевченка:
| Мнє шицко єдно чи я будзем Дакеди жиц на України, Чи спомню ме, чи ше забудзе Же гинєм даґдзе у цудзини. Мнє шицко єдно цо як будзе. Ша вирос сом медзи цудзима, Без своїх умрем медзи нїма, И без шлєбоди. Я до гробу Однєшем шицко свойо з собу, Нє буду жиц на мнє спомини На нашей славней України, На нашей жеми, а нє своєй. Синови оцец раз нє пове: – Помодлї ше и за ньго, сину, Ша страдал вон за Україну. Мнє шицко єдно чи ше будзе Тот хлапец модлїц, а чи нє, Алє нє шицко єдно мнє Чи Україну злобни людзе Нє ушпя и до огня руца И окрадзену вец зобудза – Нє шицко єдно тото мнє. |

Текст з «Руска Матка» [Архівовано 10 серпня 2018 у Wayback Machine.]
| Того року ше одбуло уж друге стретнуце габурчанох по походзеню, хторих у Валалским уряду, у Габури 8. юлия 2006. року, на родней груди привитал староста валалу М. Ющик. Щири слова, подзековносц, пиха и гордосц пре добри глас о своїм валалу, витаня длуго нєвидзеней родзини, здогадованя на давни часи, на Габуру, на родзину и традицию, мали свойо место нє лєм на стретнуцох родзини, алє и на цалей дводньовей културно-уметнїцкей и спортовей програми хтора ше одбувала под назву: «Габура шпива и шпортує». |